# Ion Chicu
Ion Chicu (Pîrjolteni, 28 febbraio 1972) è un politico moldavo, primo ministro della Moldavia dal novembre 2019 al 31 dicembre 2020.

## Biografia
È nato nel villaggio di Pîrjolteni, situato nel distretto moldavo di Călărași. Si è laureato presso la facoltà di Management dell'Accademia di studi economici della Moldavia. Nel 2005 ha lavorato come direttore della direzione generale delle riforme strutturali del Ministero dell'economia e del commercio. A metà degli anni 2000 è stato viceministro delle finanze della Moldavia. Da aprile 2008 a settembre 2009 è stato consigliere principale del Primo Ministro Vasile Tarlev su questioni economiche e relazioni esterne. È stato anche presidente del Consiglio di sviluppo strategico dell'Università statale di medicina e farmacia Nicolae Testemițanu e ha lavorato come consulente per la gestione delle finanze pubbliche in vari progetti. Nel gennaio 2018 è stato nominato Segretario Generale del Ministero delle Finanze e nel dicembre di quell'anno è diventato Ministro delle Finanze. Si è dimesso da suddetta carica durante la crisi costituzionale moldava del 2019 che ha fatto decadere il Governo Filip.
Chicu è sposato e ha tre figli.

## Carriera da primo ministro
Il 14 novembre 2019 il governo del primo ministro Maia Sandu è stato sconfitto in un voto di sfiducia dopo i tentativi di approvare i decreti per riformare il sistema giudiziario. Con il supporto di poco più del 60% dei parlamentari, Chicu è stato approvato come nuovo Primo ministro. Lo stesso giorno ha annunciato che il suo governo avrebbe "adempiuto a tutti gli obblighi dello Stato nei confronti di partner esterni e organizzazioni finanziarie internazionali, principalmente il FMI e la Banca mondiale". Al momento della sua nomina è stato descritto dal presidente Igor Dodon come "un tecnocrate, un professionista che non ha partecipato a nessun partito politico" sebbene Chicu sia stato consigliere del presidente Dodon stesso.  Il giorno dopo è stato presentato a un nuovo consiglio dei ministri dal presidente Dodon, che includeva Victor Gaiciuc come ministro della difesa e Pavel Voicu come ministro degli interni. Il 20 novembre 2019 si è recato per la prima volta in visita ufficiale a Mosca dove ha tenuto un colloquio con il primo ministro russo Dmitrij Medvedev.
Il giorno precedente all'insediamento del nuovo capo di Stato Maia Sandu, il 23 dicembre 2020 si è dimesso dalla carica di primo ministro a causa delle proteste nel paese che chiedevano le elezioni parlamentarie anticipate. Rifiutatosi di mantenere la carica fino alle elezioni successive, gli è succeduto ad interim Aureliu Ciocoi.